# Looking for Mr. Goodbart
«Looking for Mr. Goodbart» (укр. «У пошуках Добробарта») — двадцята серія двадцять восьмого сезону мультсеріалу «Сімпсони», прем'єра якої відбулась 30 квітня 2017 року у США на телеканалі «Fox».

## Сюжет
Серія починається з того, що Барт з'являється у гарному одязі, причесаний і впевнений у собі. Він одразу ж ламає «четверту стіну», і запитує глядача, чи не хоче він дізнатися, чому він змінився. Потім Барт повертається до початку…
Двома місяцями раніше, в День дідусів і бабусь, Барт змінює текст пісні на честь приходу бабусь й дідусів учнів Спрінґфілдської початкової школи. Директор Скіннер бере його під варту. Дідусь Сімпсон заступається за онука і каже, що, покаравши маленького хлопчика, він покарає ветерана. Скіннер погоджується. Поки він думає про покарання для Барта, входить його мати Агнес Скіннер і просить сина відвезти її на автобусну зупинку. Скіннер посилає Барта, який сідає з нею в автобус і їде в кондитерську.
На АЕС Ленні ходить в активну зону реактора, граючи у гру «Peekimon Get». Гомер показує Ленні та Карлу, що він теж грає у гру.
Дізнавшись, що можна дарувати подарунки для супроводжуючих літніх жінок, він проводить час з багатьма іншими. Одна з них, Фібі, розуміє, що він робить, але погоджується дати йому грошей, якщо він зможе забирати її чотири дні поспіль з будинку престарілих.
Тим часом Гомер стає залежним від гри «Peekimon Get». Граючи, він та інші гравці провокують аварію і хаос. Ліса вважає, що гра замінює батьку тренуватися, тому вона заохочує його грати далі і супроводжує його. Коли він виявляє, що може купити внутрішній контент за реальні гроші, Ліса неохоче погоджується на це, і Гомер витрачає 600 доларів із сімейних заощаджень.
Барт приїжджає до будинку престарілих та бере Фібі в ліс, щоб разом помилуватися природою. Через чотири дні вона дає йому обіцяні гроші, але він відмовляється. Визнавши, що він змінився, Фібі віддає йому свій фотоапарат, кажучи, що вона «заповідає» його йому. Дізнавшись значення цього слова, Барт розуміє, що Фібі згадувала про плани накласти на себе руки. Барт звертається до Гомера і Ліси, які наймають інших гравців «Peekimon Get» для допомоги в пошуках Фібі в лісі. Вони знаходять її живою, і вона дякує Барта за те, що він показав, що їй ще є заради чого жити. Барт заявляє, що дізнався, що грати з жіночими серцями неправильно і неправо користуватися перевагами людей похилого віку, а у «Спрінґфілдському замку пенсіонерів» показано, що всю історію Барт розповідав дідусю.
Вдома посеред Мардж розповідає Гомеру, що знає про 600 доларів, витрачених на накрутку у грі, однак Гомер її заспокоює кажучи, що гра незабаром закінчиться…
У фінальній сцені Скіннер вечеряє з жінкою «У Луїджі», коли Агнес з Мілгаусом приходять і висміюють пару.

## Виробництво
Робочою назвою серії була «The Grandson Experience» (укр. «Досвід онука»). Ідея зробити Барта проплаченим «онуком» виникла у виконавчого продюсера Ела Джіна.
В одній зі сцен Барт проговорював «Piss piss piss» (укр. «Мочись, мочись, мочись»), однак сцена не пройшла цензури і була замінена виразом «Piss piss piss» (укр. «відлити»).

## Цікаві факти і культурні відсилання
- Дизайн Фібі заснований на дизайні науковиці Джейн Гудолл[4].
- Вперше у мультсеріалі було змінено логотип «Gracie Films»: замість людей у залі кінотеатру сидять «пікемони».
- Сценаристка серії Керолін Омайн народилася того самого дня, що і запрошена зірка Дженніфер Сондерс[en].

## Ставлення критиків і глядачів
Під час прем'єри серію переглянули 2,3 млн осіб з рейтингом 1.0, що зробило її другим найпопулярнішим шоу на каналі «Fox» тієї ночі, після «Сім'янина».
Денніс Перкінс з «The A.V. Club» дав серії оцінку B, сказавши, що серія — «не нудна, але вона не так приземлена, як здається, лише деякий час…».
Тоні Сокол з «Den of Geek» дав серії дві з п'яти зірок. Він похвалив передумову і виступ запрошеної зірки Дженніфер Сондерс в ролі Фібі, але наголосив на відсутності жартів і розкритикував розширений вступ як спосіб заповнити час.
Ненсі Картрайт номінувалась на премію «Еммі» за «Найкраще озвучування» Барта у цій серії.
Згідно з голосуванням на сайті The NoHomers Club більшість фанатів оцінили серію на 3/5 із середньою оцінкою 2,78/5.